# Project Mersh
Project: Mersh – piąta EPka zespołu Minutemen wydana w 1985 przez wytwórnię SST Records. Materiał nagrano w styczniu 1983 w studiu "Total Access Recording" w Redondo Beach (Kalifornia).

## Lista utworów
Lista według Discogs:
1. The Cheerleaders" (D. Boon) – 3:52
2. King of the Hill" (Boon) – 3:24
3. Hey Lawdy Mama" (L. Byrom, J. Edmonton, J. Kay) – 3:37
4. Take Our Test" (M. Watt) – 2:44
5. Tour-Spiel" (M. Watt) – 2:45
6. More Spiel" (M. Watt) – 5:52

## Skład
- D. Boon – gitara, śpiew
- Mike Watt – gitara basowa, gitara akustyczna, wokal wspierający
- George Hurley – perkusja, efekty dźwiękowe
- Crane – trąbka, wokal wspierający
- Ethan James – syntezator, wokal wspierający, producent, inżynier